# Friedrich Miescher-His

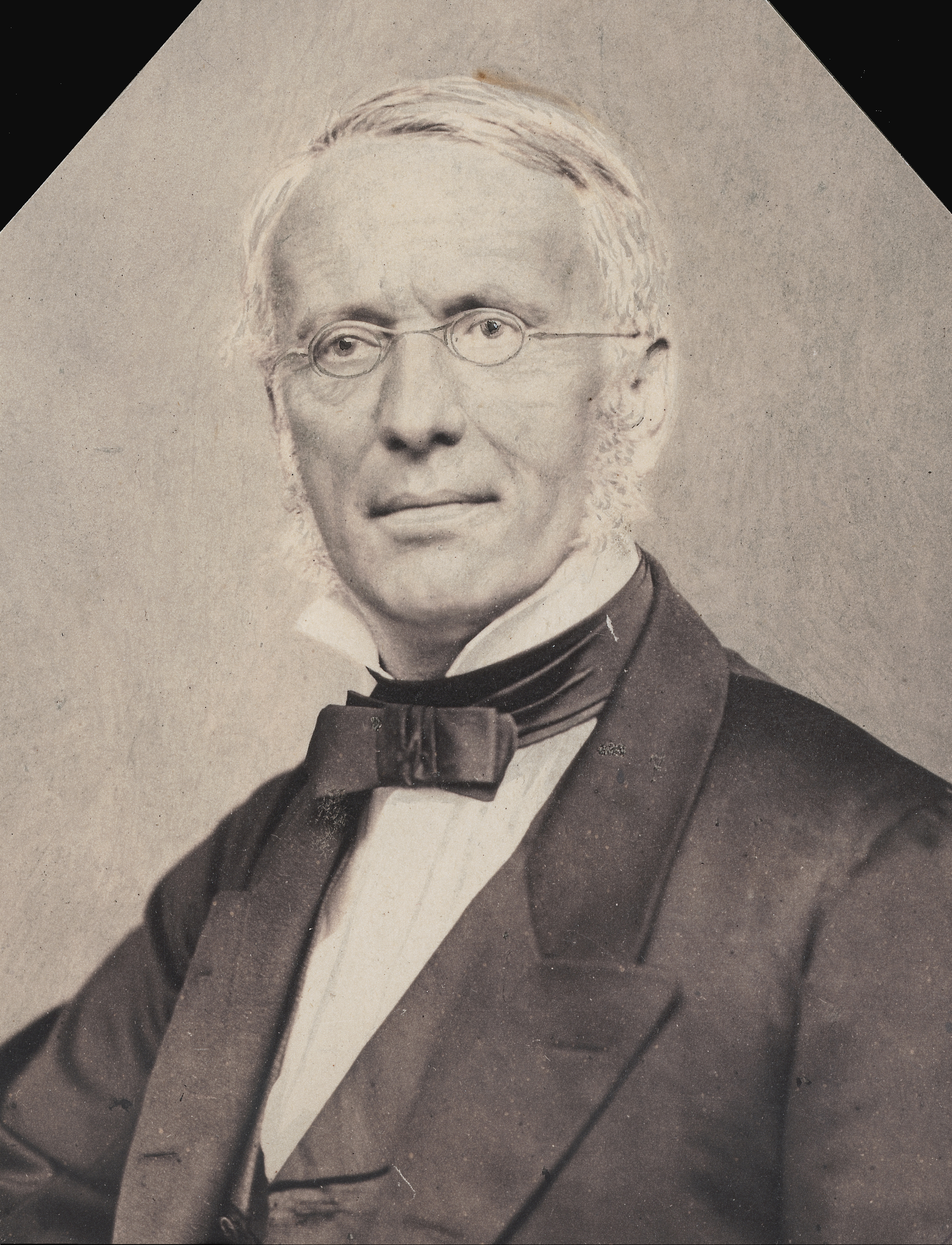
Friedrich Miescher-His, Fotografie

Friedrich Miescher-His (* 2. März 1811 in Walkringen/BE; † 21. Januar 1887 in Basel) war Professor der Anatomie und der Physiologie in Basel und Bern.

## Schul- und Studienlaufbahn
Friedrich Miescher-His war der Sohn des Johannes Miescher, eines Berner Landwirts und Tuchhändlers. Er ging in Biel zur Schule und schloss 1827 ebenda das Gymnasium ab. Danach arbeitete er ein Jahr lang im väterlichen Handelsgeschäft. 1828 (bis 1832) nahm er das Medizinstudium an der Akademie in Bern auf. Nach seinen Studien in Bern zog es Friedrich Miescher-His 1832 nach Berlin. Dort studierte er an der Friedrich-Wilhelms-Universität, namentlich beim Naturforscher Johannes Müller, und erhielt im Jahre 1835 sein Abschlusszeugnis. 1836 machte er seinen Doktortitel ebenfalls in Berlin.

## Karriere

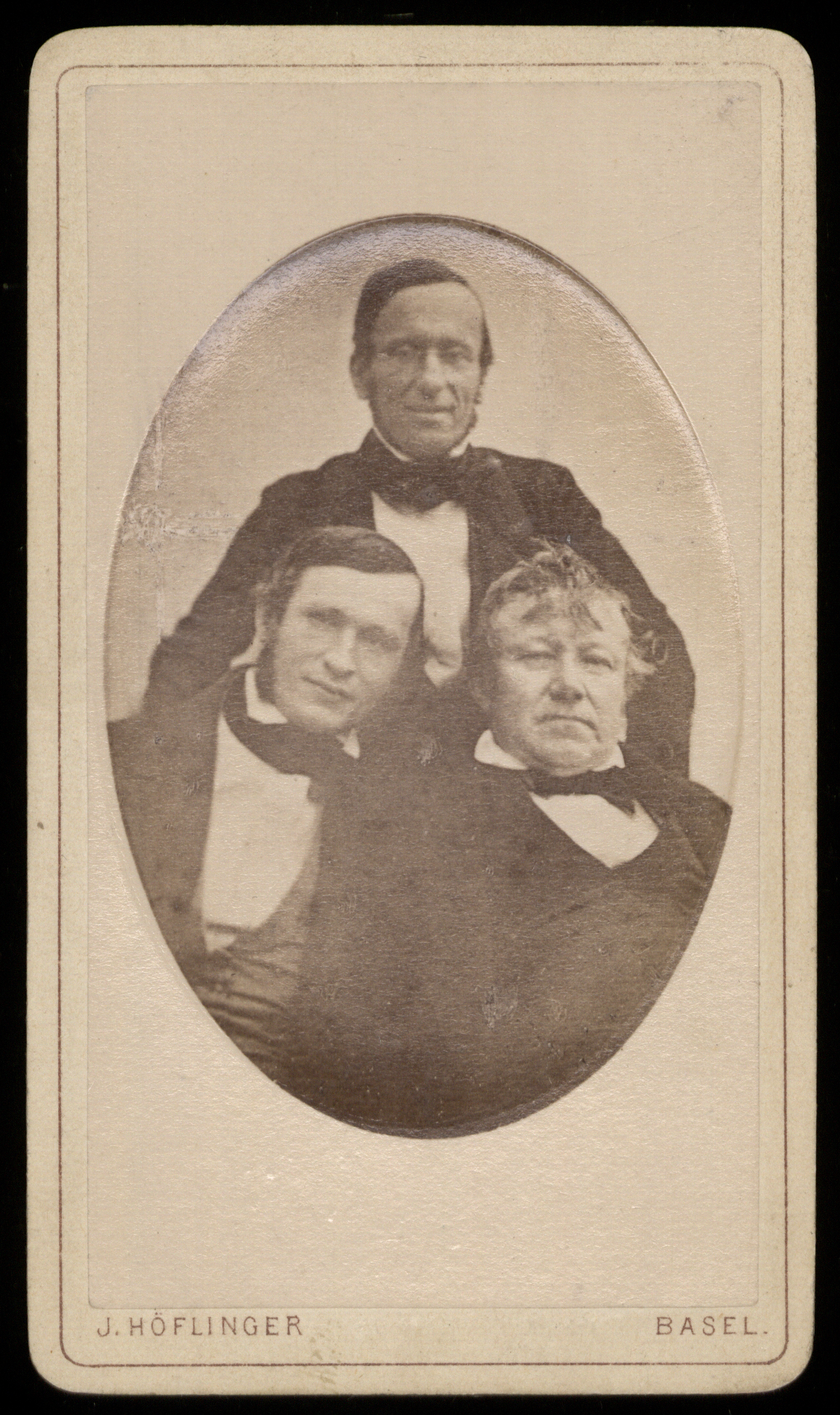
Friedrich Miescher-His [oben] zusammen mit dem Juristen Johann Julius Wilhelm von Planck (1817–1900) [links] und dem Chemiker Christian Friedrich Schönbein (1799–1868) [rechts], Fotografie von wohl 1849 (vor 1854)

1837 wurde Friedrich Miescher-His als ordentlicher Professor an der damals kleinen medizinischen Fakultät der Universität Basel angestellt. Zu dieser Zeit war er 26 Jahre alt. Es war eine Professur für Physiologie und allgemeinen Pathologie. Im Jahre 1844 wechselte er nach Bern, da er als Arzt ans Inselspital berufen wurde. Auch erhielt Miescher-His eine ordentliche Professur an der Universität Bern und war Mitglied der Sanitätskommission. 1845 wurde er Mitglied der Medizinisch-chirurgischen Gesellschaft des Kanton Berns; im Sommer 1849 wurde er zum Präsidenten derselbigen Gesellschaft ernannt.
Doch schon 1850 zog es ihn zurück nach Basel, da in Bern ein Regierungswechsel seine Stellung gefährdete. Er übernahm in Basel seine alte Stelle als ordentlicher Professor für allgemeine Pathologie und trug zum Aufschwung der medizinischen Fakultät in den 1860er Jahren bei. 1855 wurde er zwar wieder nach Bern berufen als ordentlicher Professor, doch lehnte Friedrich Miescher-His ab. Am 30. November 1871 verabschiedete ihn das Erziehungskollegium des Kanton Basel-Stadt offiziell, nachdem Friedrich Miescher-His bereits einen knappen Monat vorher, am 17. Oktober, ein Entlassungsgesuch an die Kuratel der Universität Basel gestellt hatte.

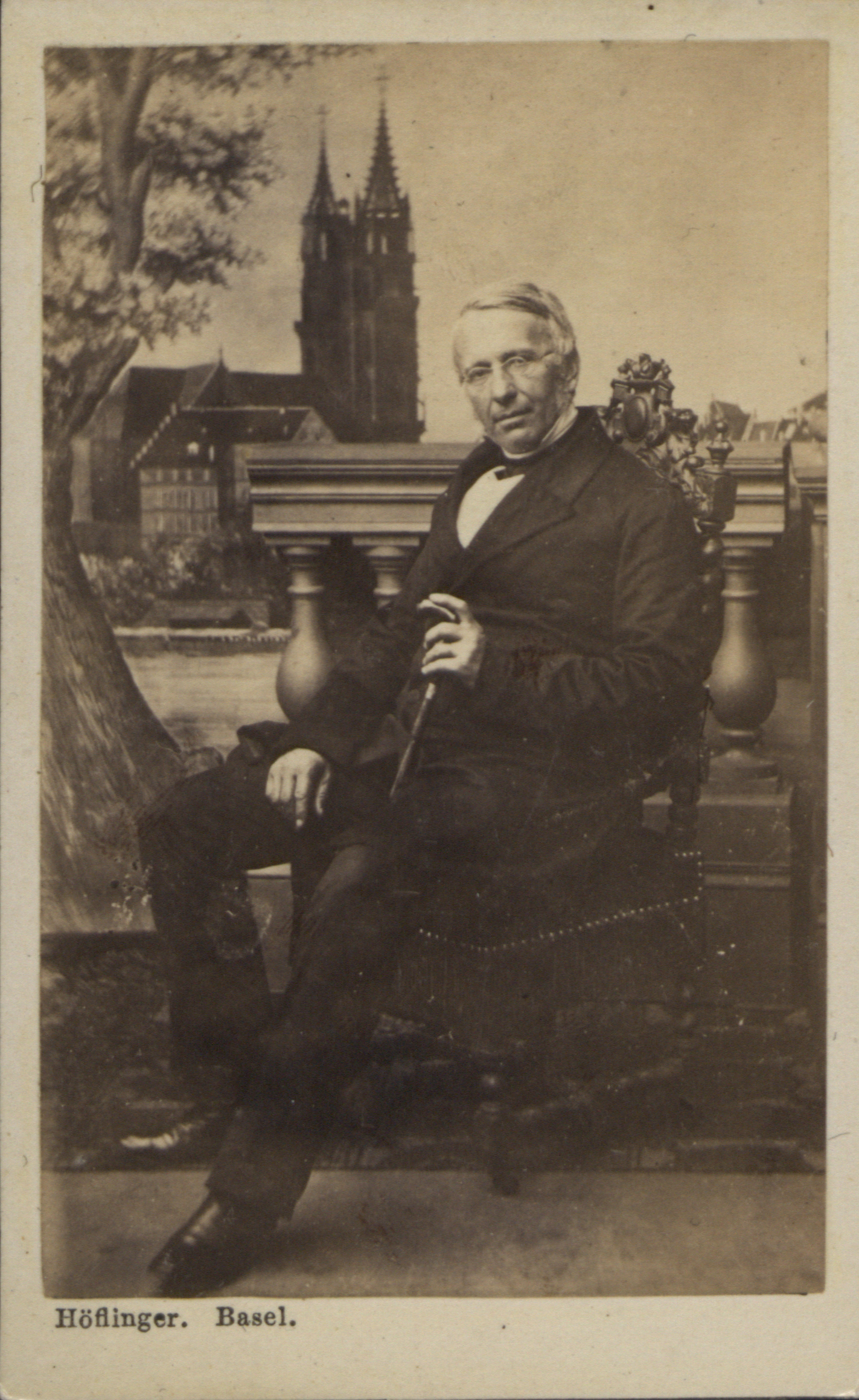
Friedrich Miescher-His, Fotografie

Neben seiner Aufgabe als akademischer Lehrer war er in Basel auch als praktischer Arzt tätig. Auch nach seiner Emeritierung praktizierte er weiter als Arzt und spezialisierte sich auf dem Gebiet der Frauenkrankheiten.

## Privates

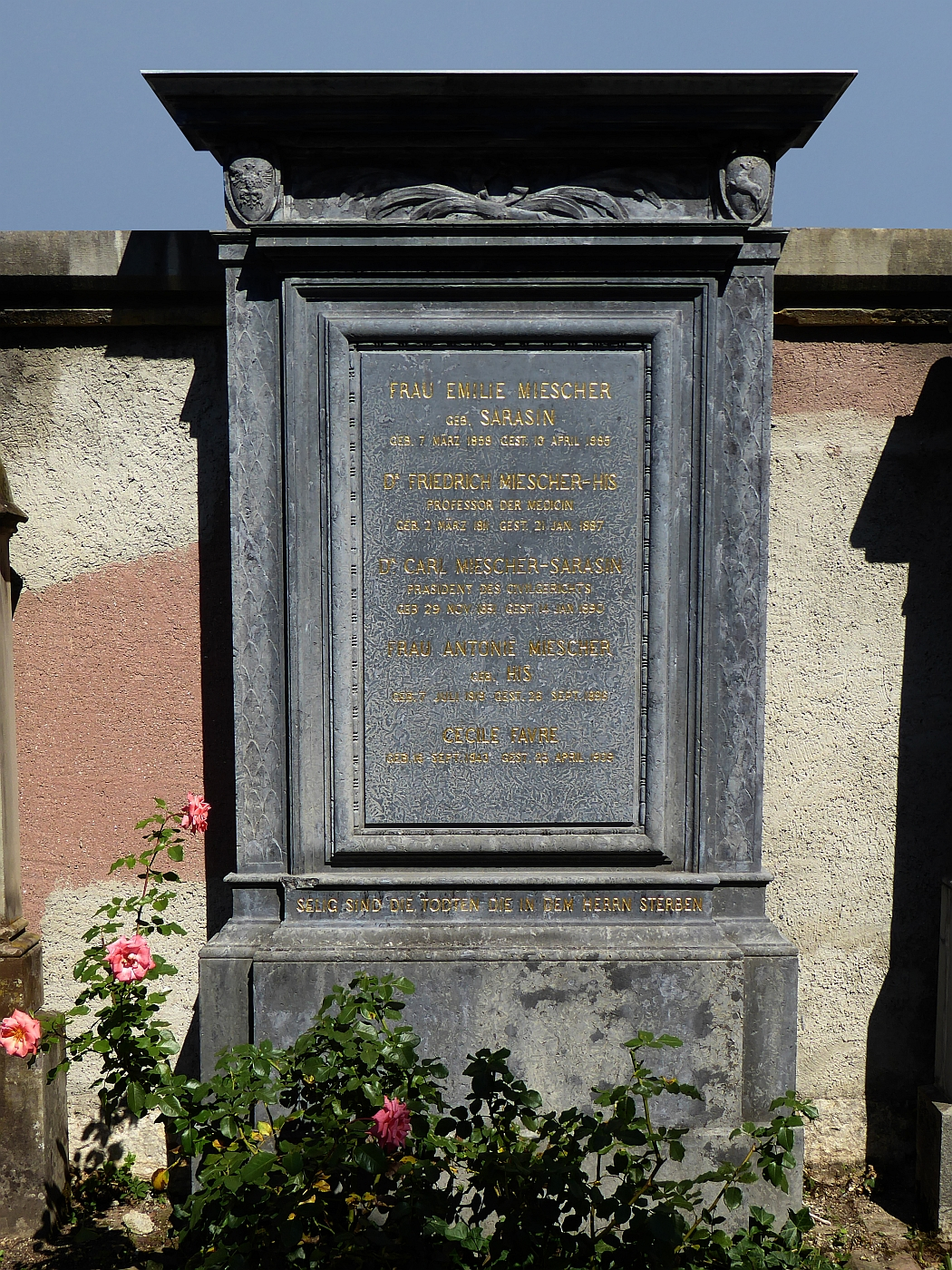
Grab auf dem Friedhof Wolfgottesacker, Basel

Am 13. Juli 1843 heiratete Friedrich Miescher-His Charlotte Antonie His (1819–1896), welche die Tochter von Eduard His (1792–1871) und Anna Catharina La Roche (1801–1844) war. Eduard His, der Sohn des Politikers Peter Ochs (1752–1821), hiess ursprünglich Eduard Ochs; 1818 nannte er jedoch seinen Nachnamen in His um, weil sein Vater als Franzosenfreund vielen Baslern als Landesverräter galt. Eduard His war Seidenband-Fabrikant.
Im Jahr 1867 erhielt Friedrich Miescher-His für sich und seine Söhne das Basler Bürgerrecht.
Der Sohn von Friedrich Miescher-His, der gleichnamige Friedrich Miescher, war auch Mediziner und Physiologe. Ein weiterer Sohn des Paares war Karl Otto Miescher (1851–1890). Er war Notar und im Zivilgericht tätig. Karl Otto Miescher war mit Emilie Sarasin (1858–1885) verheiratet.

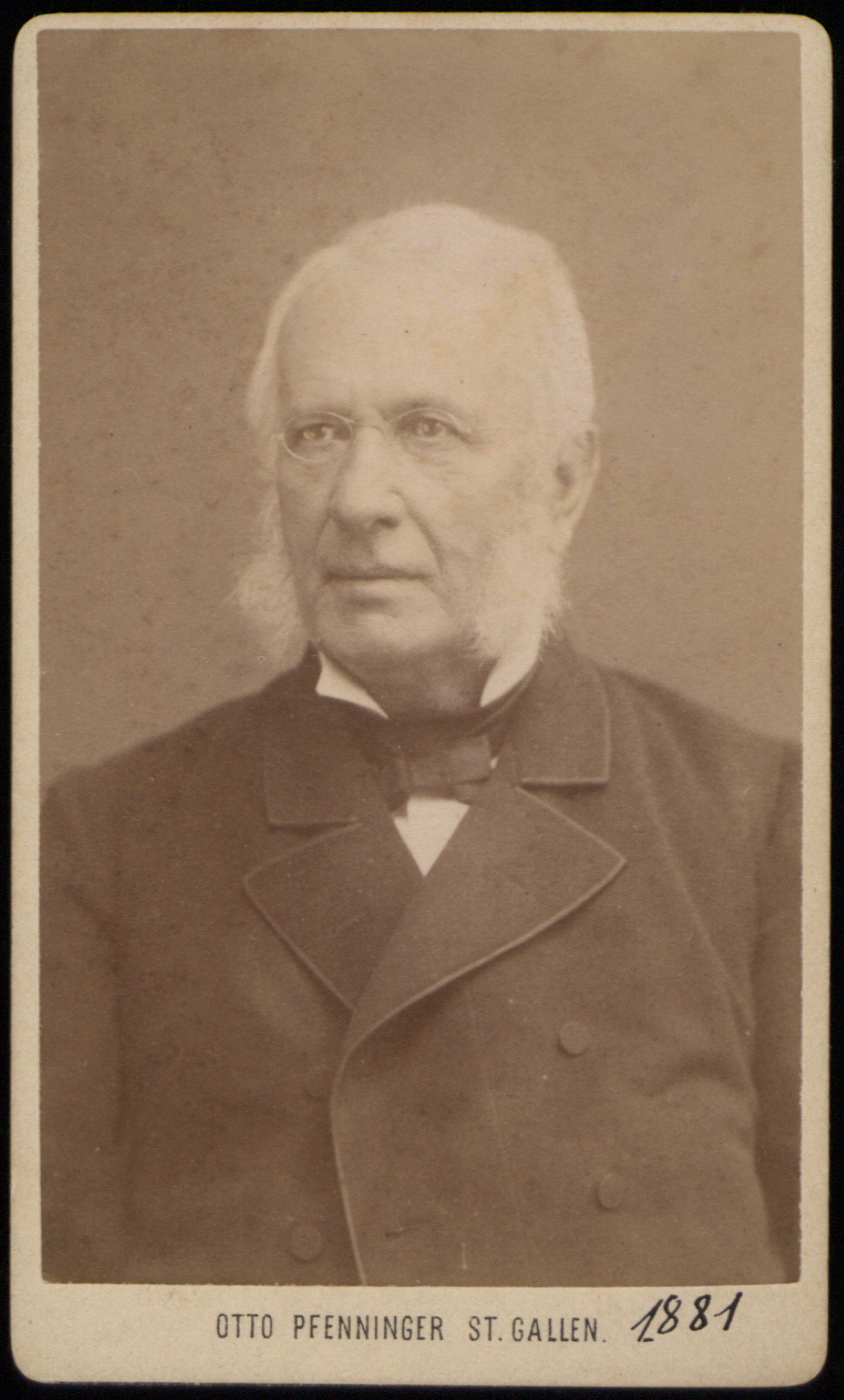
Friedrich Miescher-His, Fotografie (1881)

## Forschung
Miescher-His führte Untersuchungen zu den Nematoida durch. Auch gibt es einige Notizen zu Nervenkrankheiten. Diese Notizen entstanden bei Gesprächen mit betroffenen Patienten. Zudem interessierte er sich auch für die Geschichte der Medizin, namentlich für Felix Platter und Albrecht von Haller.